# سيرو لاس ميناس
سيرو لاس ميناس هو أعلى جبل في هندوراس. يقع سيرو لاس ميناس في مقاطعة ليمبيرا الوعرة والمعزولة نسبيًا في الجزء الغربي من البلاد. تم إنشاء المنتزه الوطني هندوراس وحديقة سيلاك الوطنية، في عام 1987 للجبل وحوالي 266 كيلومترًا مربعًا من الأراضي المحيطة.
إن سيرو لاس ميناس يعد جزء من سلسلة جبال كورديليرا دي سيلاك ويُطلق عليه اسم «بيكو سيلاك، 2849 م» على الخرائط الطبوغرافية المحلية، لكن بيانات "SRTM" تشير إلى أن 2870 مترًا أكثر دقة.